# Canadin
Canadin ist ein Benzylisochinolin-Alkaloid (BIA) aus der strukturellen Untergruppe der Protoberberin-Alkaloide.  

## Vorkommen

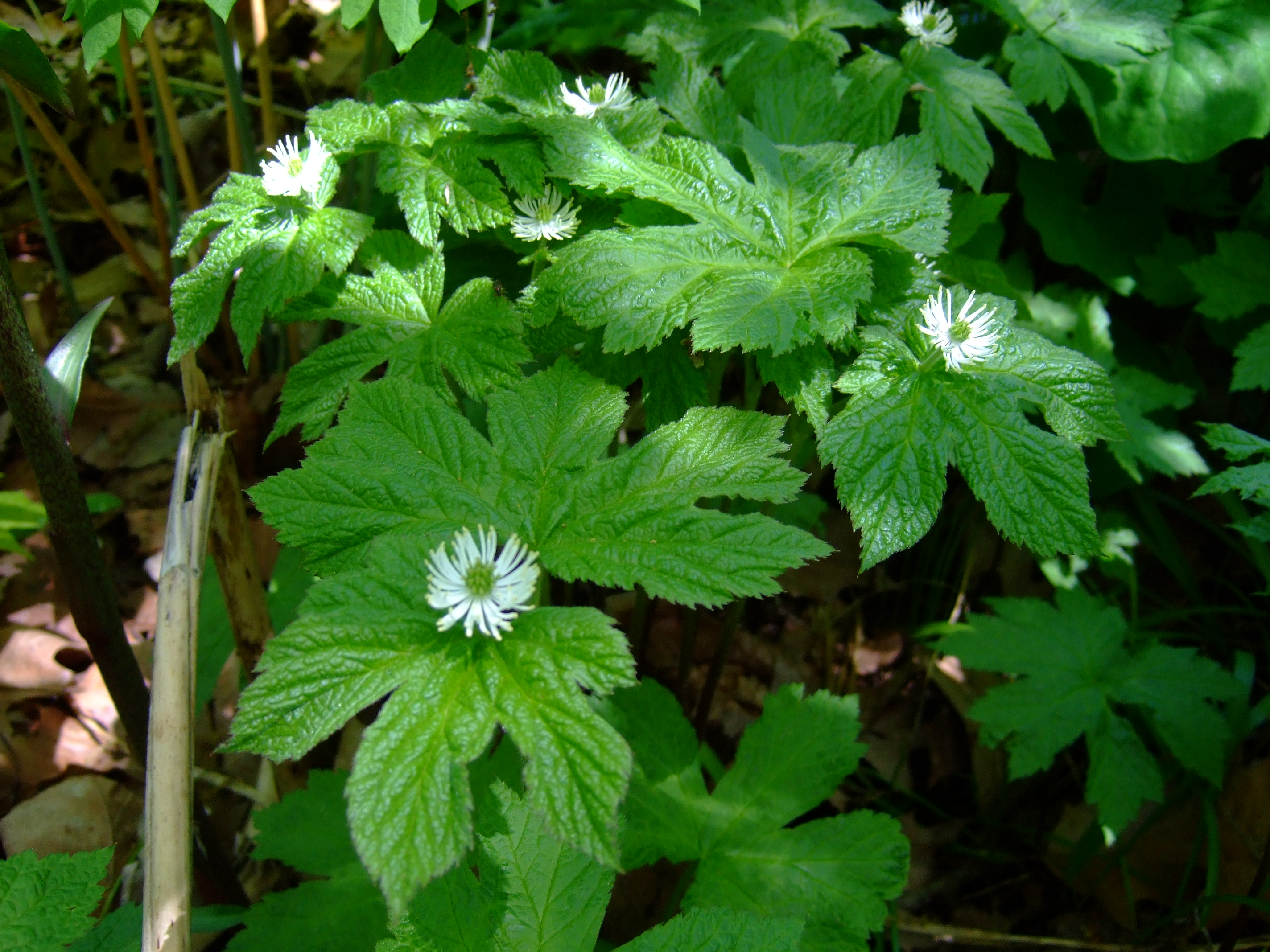
Kanadische Orangenwurzel

Canadin kommt hauptsächlich in der Kanadischen Orangenwurzel vor. Es ist aber auch in vielen Pflanzen der Familie der Papaveraceae vorhanden, wie z. B. Corydalis yanhusuo und Corydalis turtschaninovii.

## Gewinnung und Darstellung
Canadin enthält – wie auch die anderen Protoberberin-Alkaloide – eine Benzylisochinolin-Struktureinheit. Dabei wird die sogenannte Berberin-Brücke gebildet. Dies geschieht durch oxidative Cyclisierung unter Einbeziehung der Stickstoff-Methyl-Gruppe. Die vollständige Synthese beginnt meist bei einem Phenylethylamin. Dort wird dann der Isochinolin-Ring durch eine Bischler-Napieralski-Reaktion geschlossen.

## Eigenschaften
Canadin besitzt in vitro verschiedene Wirkungen: Es stimuliert die Myogenese und hemmt den Abbau von Muskelproteinen.
Außerdem blockiert es K(ATP)-Kanäle in Dopaminneuronen. Zudem kann es spannungsabhängige Calciumkanäle blockieren, jedoch ist die Wirkung deutlich niedriger als bei Verapamil.